# 藤岡麻菜美
藤岡 麻菜美（ふじおか まなみ、1994年2月1日 - ）は、日本の女子バスケットボール選手である。千葉県出身。ニックネームは「ネオ」。ポジションはポイントガード。元日本代表選手。170cm、60kg。

## 来歴
中山小学校でバスケットボールを始める。市川四中を経て千葉英和高校に進学。年代別日本代表に選出され、U-18アジア選手権で準優勝。
筑波大学に進学後、2015年ユニバーシアード日本代表に選出され4位となる。大学ではキャプテンを務め、インカレで優勝。最優秀選手賞、アシスト王をW受賞した。
2016年、JXサンフラワーズに加入。リオデジャネイロオリンピック日本代表候補にも選出された。
2017年、ユニバーシアード日本代表の主将を務め、銀メダル。2017年FIBA女子アジアカップでは優勝メンバーとなりベスト5に選出された。準決勝中国戦では19得点14アシスト8リバウンドを記録した。
しかし、故障に悩まされ、JXに所属していた4シーズン中、出場試合数が20試合を超えたのは2シーズンのみだった。
2020年5月29日　現役引退を発表。引退後は母校の千葉英和のアシスタントコーチに就任。
2021年5月6日、シャンソンVマジックから復帰が発表される。選手復帰後も千葉英和のアシスタントコーチを続ける。
2022年10月19日、国内で約500人しかいない国指定難病「家族性地中海熱」と診断されたことを公表した。
2023年2月22日、方向性の違いを理由にシャンソン化粧品を退団したことを発表。後に3人制プロチームの東京ダイムに加わる。

## 経歴
- 千葉英和高校 - 筑波大 - JX（2016年〜20年）- シャンソン（2021年～2023年）

## 日本代表歴
- 2010年U-16アジア選手権
- 2011年U-17世界選手権
- 2012年U-18アジア選手権
- 2013年U-19世界選手権
- 2015年ユニバーシアード
- 2016年ウィリアム・ジョーンズカップ
- 2017年アジアカップ - 優勝（ベスト5受賞）
- 2018年ワールドカップ